# Umrzeć powtórnie
Umrzeć powtórnie (ang. Dead Again) – amerykański film z 1991 roku w reżyserii Kennetha Branagha.

## Obsada
- Kenneth Branagh – Mike Church/Roman Strauss
- Emma Thompson – Amanda Grace Sharp/Margaret Strauss
- Andy García – Gray Baker
- Derek Jacobi – Franklyn Madson
- Robin Williams – dr Cozy Carlisle
- Lois Hall – Siostra Constance
- Richard Easton – Ojciec Timothy

## Opis fabuły
Detektyw Mike Church jest jednym z najlepszych ludzi w swoim fachu w Los Angeles. Ostatnio przeżywa złą passę. Z ochotą przyjmuje zlecenie od znajomego księdza. W kościelnym domu dziecka zjawiła się tajemnicza kobieta, która nic nie mówi, ma amnezję i cierpi na koszmary senne. Mike przyjmuje zadanie. Zatrudnia hipnotyzera Franklyna Madsona. Podczas sesji kobieta cofa się pamięcią do lat czterdziestych XX wieku. Twierdzi, że w 1948 była żoną Romana Straussa, który został skazany na śmierć za... zabójstwo żony. Wkrótce na jaw wychodzą kolejne tajemnice. Zagadka się zaczyna komplikować.